# Championnat de France Pro A de tennis de table 2013-2014
Navigation
Pro A 2012-2013 Pro A 2014-2015
Le Championnat de France Pro A de tennis de table 2013-2014 est la onzième édition du Championnat de France Pro A de tennis de table, plus haut niveau des championnats de France de tennis de table par équipes. Il oppose les 10 meilleures équipes de l'Hexagone dans chaque catégorie (messieurs et dames).
| \| Chartres ASTT Istres TT Angers SS La Romagne GV Hennebont Pontoise EP Isséenne Argentan USKB CP Lys Metz TT ALCL Grand-Quevilly Saint-Quentin Poitiers TTACC 86 ASTT Miramas JS Cugnaux-Villeneuve Quimper Serris \| Localisation des clubs engagés dans le championnat |
| Chartres ASTT Istres TT Angers SS La Romagne GV Hennebont Pontoise EP Isséenne Argentan USKB CP Lys Metz TT ALCL Grand-Quevilly Saint-Quentin Poitiers TTACC 86 ASTT Miramas JS Cugnaux-Villeneuve Quimper Serris                                                          |

## Longévités en cours
- La Vaillante Angers dispute sa 13e saison consécutive dans l'élite. C'est également avec la GV Hennebont le seul club à avoir participé à toutes les éditions de la Pro A Masculine.
- Le CP Lys-lez-Lannoy dispute sa 15e saison consécutive en première division féminine. Après 14 saisons consécutives au plus haut niveau, l'US Saint-Berthevin/Saint-Loup se retire des championnats professionnels.
- L'US Kremlin-Bicêtre est présent dans les deux premières divisions nationales pour la 29e année consécutive. Les Kremlinoises ont mis fin à 25 ans de disette sans titre en remportant la dernière Pro A.
- Le Caen TTC est de retour dans l'élite masculine après quatre ans dans les divisions inférieures. Il s'agit également de sa deuxième montée consécutive.

## Avant-Saison
- La VGA Saint-Maur (Messieurs) et le SA Souché Niort (Dames) se retirent de la Pro A alors qu'ils s'étaient maintenues sportivement. La Bayard Argentan (Messieurs) et l'ASTT Miramas (Dames), avant-dernier de leurs championnats l'année dernière se maintiennent administrativement.
- Le CP Mirande, en proie à de graves difficultés financières met fin à son entente avec la Jeunesse Cugnaux-Villeneuve qui reste en Pro A.
- La SS La Romagne refuse pour la deuxième année consécutive sa place en Ligue des Champions faute de budget adéquate. Les romagnons disputeront comme les deux années précédentes l'ETTU Cup.
- Le TT Saint-Quentin et la Jeunesse Cugnaux/Villeneuve-Tolosane refusent leurs places en ETTU Cup également pour raisons budgétaires.
- À la suite de la réforme du format de la Ligue des champions féminine, le Metz TT disputera la plus prestigieuse Coupe d'Europe et devient le deuxième club français de l'histoire après le Montpellier TT en 2008 à disputer cette dernière.

## Pro A Messieurs

### Clubs Participants
| Cl | Équipes                | Cl 2012-2013  | NS | MR                           | Pts                          | J                            | V                            | N                            | D                            | Pé                           | Pp                           | Pc                           | Diff                         | 2012-13 |
| -- | ---------------------- | ------------- | -- | ---------------------------- | ---------------------------- | ---------------------------- | ---------------------------- | ---------------------------- | ---------------------------- | ---------------------------- | ---------------------------- | ---------------------------- | ---------------------------- | ------- |
| 1  | GV Hennebont           | 4e            | 10 | Champion                     | 419                          | 174                          | 102                          | 41                           | 31                           | -                            | -                            | -                            | -                            | Pro A   |
| 2  | Vaillante Angers       | 5e            | 10 | Dauphin                      | 367                          | 174                          | 79                           | 35                           | 60                           | -                            | -                            | -                            | -                            | Pro A   |
| 4  | AS Pontoise-Cergy      | Vice-champion | 9  | Dauphin                      | 358                          | 162                          | 82                           | 32                           | 48                           | -                            | -                            | -                            | -                            | Pro A   |
| 6  | Istres TT              | 6e            | 8  | 3e                           | 289                          | 144                          | 54                           | 37                           | 53                           | -                            | 389                          | 386                          | +3                           | Pro A   |
| 7  | SS La Romagne          | 3e            | 7  | 3e                           | 254                          | 126                          | 50                           | 28                           | 48                           | -                            | 353                          | 326                          | +27                          | Pro A   |
| 8  | Argentan Bayard        | 9e*           | 6  | 3e                           | 154                          | 102                          | 18                           | 16                           | 68                           | -                            | -                            | -                            | -                            | Pro A   |
| 10 | Caen TTC               | 1er de Pro B  | 5  | 5e                           | 138                          | 84                           | 16                           | 22                           | 43                           | -                            | -                            | -                            | -                            | Pro B   |
| 11 | Chartres ASTT          | Champion      | 4  | Champion                     | 179                          | 72                           | 47                           | 13                           | 12                           | -                            | 243                          | 131                          | +112                         | Pro A   |
| 13 | EP Isséenne            | 8e            | 4  | 8e                           | 90                           | 71                           | 5                            | 8                            | 58                           | 1                            | -                            | -                            | -                            | Pro A   |
| 21 | PPC Villeneuve-sur-Lot | 2e de Pro B   | 1  | Première saison en 2013-2014 | Première saison en 2013-2014 | Première saison en 2013-2014 | Première saison en 2013-2014 | Première saison en 2013-2014 | Première saison en 2013-2014 | Première saison en 2013-2014 | Première saison en 2013-2014 | Première saison en 2013-2014 | Première saison en 2013-2014 | Pro B   |

### Classement Général
| Rang | Équipe                 | Pts | J  | V  | N | D  | F | Pp | Pc | Diff |
| ---- | ---------------------- | --- | -- | -- | - | -- | - | -- | -- | ---- |
| 1    | Chartres ASTT          | 52  | 18 | 16 | 2 | 0  | 0 | 70 | 20 | +50  |
| 2    | AS Pontoise-Cergy TT   | 48  | 18 | 13 | 4 | 1  | 0 | 66 | 25 | +41  |
| 3    | SS La Romagne          | 42  | 18 | 8  | 8 | 2  | 0 | 57 | 37 | +20  |
| 4    | Vaillante Angers       | 38  | 18 | 7  | 6 | 5  | 0 | 50 | 45 | +5   |
| 5    | GV Hennebont           | 35  | 18 | 6  | 5 | 7  | 0 | 49 | 48 | +1   |
| 6    | Istres TT              | 33  | 18 | 6  | 3 | 9  | 0 | 43 | 51 | -8   |
| 7    | Caen TTC               | 30  | 18 | 4  | 4 | 10 | 0 | 35 | 57 | -22  |
| 8    | EP Isséenne            | 30  | 18 | 3  | 6 | 9  | 0 | 35 | 57 | -22  |
| 9    | PPC Villeneuve-sur-Lot | 26  | 18 | 1  | 6 | 11 | 0 | 34 | 63 | -29  |
| 10   | Bayard Argentan        | 26  | 18 | 2  | 4 | 12 | 0 | 26 | 62 | -36  |

- Chartres ASTT remporte le championnat pour la troisième année consécutive[1].

## Pro A Dames

### Clubs Participants
| Cl | Équipes                              | Cl 2012-2013  | NS | MR                           | Pts                          | J                            | V                            | N                            | D                            | Pé                           | Pp                           | Pc                           | Diff                         | 2012-13 |
| -- | ------------------------------------ | ------------- | -- | ---------------------------- | ---------------------------- | ---------------------------- | ---------------------------- | ---------------------------- | ---------------------------- | ---------------------------- | ---------------------------- | ---------------------------- | ---------------------------- | ------- |
| 1  | CP Lys-lez-Lannoy                    | Vice-champion | 10 | Champion                     | 379                          | 173                          | 86                           | 34                           | 53                           | -                            | -                            | -                            | -                            | Pro A   |
| 3  | US Kremlin Bicêtre                   | Champion      | 9  | Champion                     | 326                          | 155                          | 70                           | 31                           | 54                           | 1                            | -                            | -                            | -                            | Pro A   |
| 4  | ALCL Grand-Quevilly                  | 5e            | 8  | Champion                     | 278                          | 142                          | 52                           | 33                           | 36                           | 1                            | -                            | -                            | -                            | Pro A   |
| 12 | TT Saint-Quentin                     | 7e            | 4  | 3e                           | 136                          | 70                           | 26                           | 14                           | 30                           | -                            | 177                          | 198                          | -21                          | Pro A   |
| 13 | Metz TT                              | 3e            | 3  | 3e                           | 93                           | 52                           | 15                           | 11                           | 26                           | -                            | 111                          | 159                          | -48                          | Pro A   |
| 17 | Poitiers TTACC 86                    | 8e            | 1  | 8e                           | 28                           | 18                           | 3                            | 4                            | 11                           | -                            | 41                           | 62                           | -21                          | Pro A   |
| 18 | ASTT Miramas                         | 9e            | 1  | 9e                           | 27                           | 18                           | 2                            | 5                            | 11                           | -                            | 36                           | 63                           | -27                          | Pro A   |
| 21 | Quimper Cornouaille TT               | 1er de Pro B  | 1  | 10e                          | 22                           | 18                           | 1                            | 2                            | 15                           | -                            | 19                           | 68                           | -49                          | Pro B   |
| 23 | Jeunesse Cugnaux/Villeneuve-Tolosane | 4e            | 0  | Première saison en 2013-2014 | Première saison en 2013-2014 | Première saison en 2013-2014 | Première saison en 2013-2014 | Première saison en 2013-2014 | Première saison en 2013-2014 | Première saison en 2013-2014 | Première saison en 2013-2014 | Première saison en 2013-2014 | Première saison en 2013-2014 | Pro A   |
| 24 | Serris Val d'Europe ATT              | 2e de Pro B   | 0  | Première saison en 2013-2014 | Première saison en 2013-2014 | Première saison en 2013-2014 | Première saison en 2013-2014 | Première saison en 2013-2014 | Première saison en 2013-2014 | Première saison en 2013-2014 | Première saison en 2013-2014 | Première saison en 2013-2014 | Première saison en 2013-2014 | Pro B   |

### Classement Général
| Rang | Équipe                  | Pts | J  | V  | N  | D | F | Pp | Pc | Diff |
| ---- | ----------------------- | --- | -- | -- | -- | - | - | -- | -- | ---- |
| 1    | CP Lys-lez-Lannoy       | 46  | 18 | 11 | 6  | 1 | 0 | 64 | 35 | +29  |
| 2    | US Kremlin-Bicêtre      | 43  | 18 | 9  | 7  | 2 | 0 | 60 | 37 | +23  |
| 3    | Metz TT                 | 39  | 18 | 8  | 5  | 5 | 0 | 55 | 41 | +14  |
| 4    | TT Saint-Quentin        | 36  | 18 | 5  | 8  | 5 | 0 | 49 | 51 | -2   |
| -    | ASTT Miramas            | 36  | 18 | 4  | 10 | 4 | 0 | 51 | 51 | 0    |
| -    | ALCL Grand-Quevilly     | 36  | 18 | 6  | 6  | 6 | 0 | 50 | 51 | -1   |
| 7    | Serris Val d'Europe ATT | 32  | 18 | 3  | 8  | 7 | 0 | 45 | 57 | -12  |
| -    | Quimper CTT             | 32  | 18 | 4  | 6  | 8 | 0 | 45 | 55 | -10  |
| 9    | Poitiers TTACC 86       | 30  | 18 | 3  | 6  | 9 | 0 | 37 | 59 | -22  |
| 10   | JS Cugnaux-Villeneuve   | 28  | 18 | 3  | 6  | 7 | 2 | 39 | 58 | -19  |